# Liste der Erzbischöfe von Manfredonia
Die folgenden Personen waren Bischöfe und Erzbischöfe des Erzbistums Siponto, das seit 1818 mit dem Bistum Vieste vereinigt ist und seit 2002 als Erzbistum Manfredonia-Vieste-San Giovanni Rotondo bezeichnet wird:
- Heiliger Giustino
- Heiliger Marcellino
- Heiliger Giuliano
- Heiliger Leo I.
- Heiliger Eusanio
- Aurelio De Aureliis
- Simplicio
- Heiliger Theodor

- Heiliger Felix I.
- Heiliger Lorenz Maiorano
- Felix II.
- Vitaliano I.
- Vitaliano II.
- Ruffino

- Landolfo
- Aione
- Alfano II.
- Alisso
- Mondo
- Alfano III.
- Orso
- Guarmondo
- Heiliger Barbato
- Arderico
- Totone
- Monaldo
- Cesareo
- Giovanni I.
- Davide
- Alfano oder Dante
- Guino
- Orso
- Ermerisso
- Giovanni II.
- Carlo
- Giovanni III.
- Aione
- Conservato
- Pietro I.
- Walfrido
- Giovanni IV.
- Vincenzo
- Landolfo
- Maldefrido

- Leone II.
- Ulderico
- S. Milone
- Guisardo
- Gerardo I. (1066) (erster Erzbischof)
- Giovanni V.
- Omobuono
- Alberto I.
- Gregorio I.
- Leone III.
- Guglielmo
- Sergio Freccia
- Gaudino
- Guglielmo
- Sigifredo
- Gerardo II.
- Gerardo III.
- Giovanni VI.
- Ugone
- Alberto II.
- Ruggero oder Ruggiero d’Anglona (um 1256)
- Giacomo
- Giovanni VII.
- Beato Latino Frangipane Orsini
- Andrea De China
- Leonardo Mancino
- Seliger Matteo Orsini (1327)
- Bartolomeo I.
- Sasso
- Pietro II.
- Francesco Crispo
- Marino
- Filippo
- Pietro III.
- Giovanni VIII.
- Giovanni IX.
- Niccolò Sacchi
- Niccolò De Hortis
- Lorenzo II.
- Paolo I.
- Mattia De fuscis
- Angelo Caprinica
- Bessarion (1447–1449)
- Giovanni Bugio
- Niccolò Perotti (1458)
- Tiberio Cardini
- Martino da Lignano OP
- Ahgapito Geraldino
- Antonio Maria Ciocchi del Monte (1506–1511) (später Administrator von Pavia und Novara)
- Giovanni Maria Ciocchi del Monte, S.R.E. (1513–1544)
- Giovanni Ricci (1544–1545)
- Giovanni Andrea Mercurio
- Sebastiano Righini
- Dionisio De Robertis
- Bartolomé Kardinal de la Cueva de Albuquerque (1560–1562)
- Tolomeo Kardinal Gallio, S.R.E. (1565–1573)
- Giuseppe Sappi (1573–1586)
- Domenico Kardinal Ginnasi, S.R.E. (1586–1607)
- Annibale Serugo De Gimnasiis (1607–1622)
- Giovanni Giannini (1622)
- Bernardino Buratto (1623–1628)
- Annibale Andrea Caracciolo (1628–1629)
- Orazio Annibale della Molara (1630–1642)
- Antonio Marullo (1643–1648)
- Paolo Teutonico (1649–1651)
- Giovanni Alfonso Puccinelli (1652–1658)
- Benedetto Cappelletti (1659–1675)
- Pietro Francesco (Vincenzo Maria) Orsini de Gravina OP (1675–1680) (später Bischof von Cesena)
- Tiberio Muscettola (1680–1708)
- Giovanni De Lerma (1708–1725)
- Marcantonio De Marco (1725–1742)
- Francesco Rivera (1742–1777)
- Tommaso Maria Francone (1777–1804)
- Gaetano Del Muscio (1804–1808)

## Erzbischöfe von Manfredonia-Vieste
- Eustachio Dentice (1818–1830)
- Vitangelo Salvemini (1832–1854)
- Vincenzo Taglialatela (1854–1880)
- Beniamino Feuli (1880–1884)
- Federico Pizza (1884–1897)
- Pasquale Gagliardi (1897–1929)
- Alessandro Macchi (1929–1931) (Apostolischer Administrator)
- Andrea Cesarano (1931–1967)
- Antonio Cunial (1967–1970) (Apostolischer Administrator)
- Valentino Vailati (1970–1990)
- Vincenzo D’Addario (1990–2002) (später Bischof von Teramo-Atri)

## Erzbischöfe von Manfredonia-Vieste-San Giovanni Rotondo
- Domenico Umberto D’Ambrosio (2003–2009)
- Michele Castoro (2009–2018)
- Franco Moscone CRS (seit 2018)